# Kurt Morwinsky
Kurt Morwinsky (* 7. Oktober 1939 in Ludwigsburg) ist ein ehemaliger deutscher Amateurboxer.
Kurt Morwinsky wurde dreimal Deutscher Meister im Halbschwergewicht (1960, 1961, 1975). In den Jahren 1960 bis 1975 errang er 12 württembergische Titel im Halbschwergewicht. Seine Serie von 10 Meisterschaften in Folge (1960 bis 1969) ist unübertroffen. Er ist damit einer der erfolgreichsten Kämpfer in der Geschichte des Württembergischen Amateur-Box-Verbands (WABV). Seine Kampfbilanz: 348 Kämpfe, 269 Siege, 41 Unentschieden, 38 Niederlagen. Kurt Morwinsky war Teilnehmer der 14. Europäischen Meisterschaften in Belgrad (1961), er kämpfte 10 Mal für die A-Nationalstaffel und 100 Mal für die württembergische Auswahl.
Nachdem Morwinsky zum dritten Mal Deutscher Meister geworden war, beendete er seine aktive Laufbahn als Boxer. Er war jedoch weiterhin als Trainer tätig. So trainierte er bei der SpVgg 07 Ludwigsburg seinen Sohn Ralf Morwinsky. Von 1981 bis 1997 war er Coach des württembergischen Amateurbox-Verbandes. Beruflich arbeitete er für die Stadtwerke Ludwigsburg.

## Werdegang
Die Boxkarriere von Kurt Morwinsky begann im Jahre 1950 als ein Nachwuchstrainer von 07 Ludwigsburg den Kindern, die vor der Stadthalle eine Rangelei hatten, Boxhandschuhe anzog – unter ihnen, der Elfjährige Kurt Morwinsky. 1957 wurde Kurt Morwinsky württembergischer Jugendmeister im Weltergewicht. Während seiner Bundeswehrzeit boxte das württembergische Ausnahmetalent für den BC Uerdingen. Dort gewann er zwei Niederrhein-Titel. Einen im Mittelgewicht und einen im Halbschwergewicht.
Nach Beendigung seines Wehrdienstes kehrte Kurt Morwinsky nach Ludwigsburg zurück. Er boxte wieder für 07 Ludwigsburg. Im Jahre 1960 begann der Ludwigsburger eine Siegesserie bei den Württembergischen Titelkämpfen, die Ihresgleichen sucht. Bis zum Jahre 1969 gewann er zehn Titel im Halbschwergewicht in Folge. Es folgten weitere württembergische Meisterschaften in den Jahren 1973 und 1975.

## Nationale Erfolge
Seine größten Erfolge erzielte Kurt Morwinsky in den Jahren 1960, 1961 und 1975. Bei den deutschen Titelkämpfen vom 2. bis zum 6. November 1960 in Köln wurde er nach einem Punktsieg im Finale gegen Kurt Ströer (BC Rüsselsheim) zum ersten Mal Deutscher Meister im Halbschwergewicht. 1961 wiederholte er diesen Erfolg im Berliner Sportpalast mit einem Finalsieg gegen Horst Benedens (Viktoria Wehofen). Nachdem Morwinsky im Jahre 1975 zum zwölften Mal Württembergischer Meister geworden war und sich somit für die Deutschen Meisterschaften in Berlin qualifiziert hatte, reiste er als 36-Jähriger zu den Titelkämpfen und keiner hatte ihn auf der Rechnung. Als ihn Bundestrainer Dieter Wemhöner in der Halle fragte er den Ludwigsburger: „Ja Kurtchen, was willst Du denn noch hier“, worauf der Angesprochenen konterte: „Herr Wemhöner, alte Kanonen schießen auch noch.“ Nach klaren Punktsiegen gegen Emler (TG Worms) und Anterhaus (PSV Berlin) gewann er den Endkampf mit 5:0 Punkten über Hein (ASV Dachau) und wurde Deutscher Meister des Jahres 1975.

## Länderkämpfe
- 1961 in Frankfurt am Main, BRD gegen Italien, Hs, Punkteniederlage gegen Giulio Saraudi,
- 1962 in München, BRD gegen Polen, Hs, Punkteniederlage gegen Tadeusz Kubacki,
- 1962 in Lagos, Nigeria gegen Nigeria, Hs, RSC gegen Aybebi,
- 1962 in Abidjan, Elfenbeinküste gegen die Elfenbeinküste, Hs, K.-o.-Niederlage gegen Firmin N'Guia,
- 1963 in Wrocław, Polen gegen Polen, Hs, Punkteniederlage gegen Zbigniew Pietrzykowski